# Кровопусков, Алексей Викторович
Алексей Викторович Кровопусков (11 октября 1978, Москва — 1 апреля 2014) — российский хоккеист, нападающий. Мастер спорта России.

## Биография
Сын четырёхкратного олимпийского чемпиона по фехтованию Виктора Кровопускова. Воспитанник ЦСКА. Играл за клуб в высшей лиге чемпионата России (1996/97) и РХЛ (1997/98 — 1998/99). Выступал за клубы ECHL «Таллахасси Тайгер Шаркс» (1998/99) и «Гринсборо Дженералс» и клуб UHL «Маскигон Фьюри» (2000/01). В сезоне 2000/01 также играл в РХЛ за «Металлург» Новокузнецк. В высшей лиге России выступал за «Витязь» Подольск/Чехов (2001/02, 2003/04 — 2004/05), ТХК (2002/03), «Кристалл» Саратов, «Титан» Клин (2006/07). Играл в Суперлиге за ХК МВД Балашиха (2007/08), в КХЛ за ХК МВД (2008/09) и «Трактор» Челябинск (2009/10).
Выступал за белорусские клубы «Гомель» (2002/03, 2009/10), «Юность» Минск (2005/06), украинские «Донбасс» (2010/11), «Донбасс-2» (2011/12).
Скончался 1 апреля 2014 года в возрасте 35 лет.

## Достижения
- Чемпион Европы среди юниоров 1996
- Серебряный призер чемпионата мира среди молодежи 1998
- Чемпион Белоруссии 2005/2006, 2009/2010
- Чемпион Украины 2010/2011, 2011/2012[2].